# Asarum cardiophyllum
Asarum cardiophyllum Franch. – gatunek rośliny z rodziny kokornakowatych (Aristolochiaceae Juss.). Występuje naturalnie w południowych Chinach – w Junnanie i Syczuanie. 

## Morfologia
PokrójByliny z krótkim pionowym kłączem o średnicy 2–3 mm.
LiścieZebrane w pary, mają sercowaty kształt. Mierzą 3–5 cm długości oraz 3–5 cm szerokości. Są owłosione. Blaszka liściowa jest o sercowatej nasadzie i wierzchołku od ostrego do zaokrąglonego. Ogonek liściowy jest mniej lub bardziej owłosiony i dorasta do 2–5 cm długości.
KwiatySą promieniste, obupłciowe, pojedyncze, wyprostowane. Okwiat ma mniej lub bardziej dzwonkowaty kształt i zielonkawą barwę, dorasta do 2–3 cm długości oraz 0,6–1 cm szerokości. Listki okwiatu mają podłużnie spiczasty kształt. Zalążnia jest dolna ze zrośniętymi słupkami.

## Biologia i ekologia
Rośnie w lasach oraz na brzegach rzek. Występuje na wysokości do 1100 m n.p.m. Kwitnie od marca do maja.